# 王锦堂
王锦堂（1905年—1993年），男，直隶（今河北）束鹿人，中国土建技术专家，曾任纺织工业部设计院副院长、总工程师，第五、六届全国政协委员。